# All I Desire
All I Desire é um filme de drama romântico estadunidense de 1953, dirigido por Douglas Sirk para a Universal-International. O roteiro adapta o romance "Stopover" de Carol Ryrie Brink.

## Elenco
- Barbara Stanwyck...Naomi Murdoch
- Richard Carlson...Henry Murdoch
- Lyle Bettger...Dutch Heineman
- Marcia Henderson...Joyce Murdoch
- Lori Nelson...Lily Murdoch
- Maureen O'Sullivan...Sara Harper
- Richard Long...Russ Underwood
- Billy Gray...Ted Murdoch
- Dayton Lummis...Coronel Underwood
- Lotte Stein...Lena Maria Svenson
- Fred Nurney...Hans Peterson

## Sinopse
No início do século XX, Naomi Murdoch abandonou seu lar em Wisconsin após se envolver secretamente num caso extraconjugal com o lojista Dutch Heineman. Dez anos depois, já uma atriz famosa mas em declínio, ela recebe uma carta de uma de suas filhas, Lilly, para que venha assistir a formatura dela do colegial. Naomi resolve aceitar o convite e a sua volta causa grande impacto na pequena cidade de Riverdale. Ela enfrenta a admiração de Lilly e do filho caçula, Ted, que não conhecia. Mas também o rancor do ex-marido Henry e da filha mais velha, Joyce. Aos poucos a família parece se entender mas a situação volta a ficar tensa quando o antigo amante Dutch tenta reatar sua relação com Naomi.

## Produção
O diretor queria originariamente um final sombrio e triste mas o produtor Ross Hunter preferiu substituí-lo por um feliz .